# Askerton Castle
Le château d'Askerton est un manoir médiéval fortifié de Cumbria, en Angleterre.

## Histoire

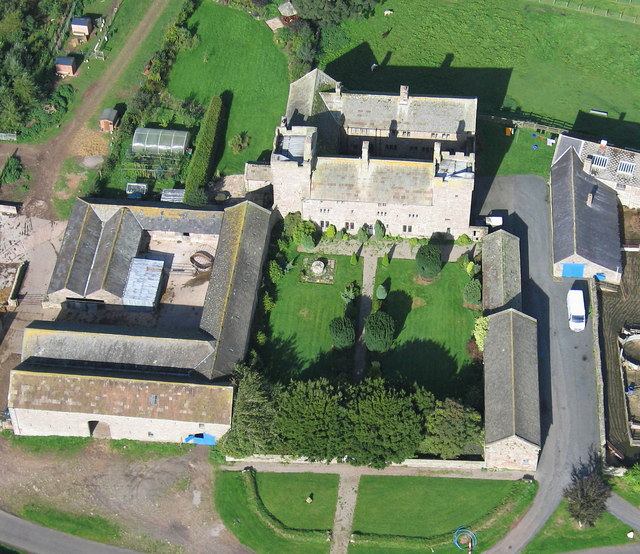
Photographie aérienne du château.

Le château d'Askerton est construit dans la paroisse d'Askerton en Cumbrie vers 1290. À l'origine, le château est un manoir non fortifié, mais à la fin du XVe siècle, Thomas Lord Dacre, le deuxième baron, construit deux tours crénelées à chaque extrémité du manoir, probablement dans le but d'augmenter l'espace de vie de la propriété plutôt que simplement pour des raisons de défense. Une troisième tour a peut-être été construite à l'angle nord-ouest de la propriété, cette fois à des fins défensives, mais a depuis été perdue. Le château est rénové par l'architecte Anthony Salvin dans les années 1850.
Le château d'Askerton est un bâtiment classé Grade I.